# Jennifer Aniston
Jennifer Joanna Aniston, ameriška filmska ter televizijska igralka, producentka in režiserka, * 11. februar 1969, Sherman Oaks, Kalifornija, ZDA.
Zaslovela je z vlogo Rachel Green v televizijski seriji Prijatelji, s katero si je prislužila nagrade emmy, zlati globus in Screen Actors Guild Award.
Jennifer Aniston je zaigrala tudi v uspešnih filmih mnogih hollywoodskih produkcijskih podjetij. Njene prve filmske vloge so bile v filmih, kot so Ona je prava (1996), Office Space (1999) in Pridna punca (2002). Največji komercialni uspeh je doživela, ko je zaigrala v filmih Vsemogočni Bruce (2003), In prišla je Polly (2004), Greva narazen (2006), Marley in jaz (2008) in Mu pač ni do tebe (2009).
Je hči igralca Johna Anistona in njegove žene Nancy Dow, ki je prav tako igralka. Njen oče je po izvoru Grk, rojen je bil kot Yannis Anastassakis na Kreti, največjem grškem otoku, medtem ko ima mama italijanske in škotske korenine, rodila pa se je v New Yorku. Jennifer ima dva polbrata: Johna Melicka (starejši) in Alexa Anistona (mlajši). Njen boter je bil igralec Telly Savalas, najboljši prijatelj njenega očeta. Kot otrok je eno leto preživela v Grčiji, vendar se je njena družina kasneje preselila v New York. Njen oče je znan po igranju v telenovelah, kot so Days of our Lives, Love of Life in Search for Tomorrow. Šolala se je na newyorški Šoli Rudolfa Steinerja  in diplomirala na manhattanski Visoki šoli Fiorella H. LaGuardie za glasbo, umetnost in gledališko igro. Sodelovala je pri zunajbroadwayskih produkcijah, kot sta bili For Dear Life in Dancing on Checker's Grave. Pred zagonom igralske kariere si je denar služila kot natakarica in telemarketerka. Leta 1989 se je preselila v Los Angeles, Kalifornija.

## Kariera

### Televizija
Jennifer Aniston se je v Hollywood preselila, ko je začela z igranjem v svoji prvi televizijski seriji z naslovom Molloy leta 1990, kmalu za tem pa je prišlo na vrsto še snemanje televizijskega filma Camp Cucamonga. Igrala je tudi v televizijski seriji Ferris Bueller in filmski upodobitvi le-te serije, filmu Prosti dan Ferrisa Bullerja. Serijo so sicer kmalu nehali snemati. Po tem se je Jennifer Aniston pojavila v komičnih serijah, kot sta The Edge in Muddling Through, in gostovala v televizijskih serijah Quantum Leap, Herman's Head in Burke's Law. Za tem je prišla na vrsto grozljivka Škrat, po zaključku tega projekta pa se je že počasi nagibala k temu, da bi igralsko kariero dokončno prekinila.

#### Prijatelji
Njeni načrti so se spremenili, ko se je prijavila na avdicijo za televizijsko nanizanko Prijatelji. Na začetku so ji producenti želeli dodeliti vlogo Monice Geller, vendar si jo je na koncu priborila Courteney Cox. Nazadnje je dobila vlogo Rachel Green in lik igrala celih deset let, od začetka snemanja leta 1994 do konca nanizanke leta 2004.
Nanizanka je požela velik uspeh in Anistonova se je skupaj s sodelavci hitro uveljavila v igralskih krogih. Njen slog pričeske je postal zelo znan, in sicer kar pod imenom »Rachel« (po liku), njena frizura pa je bila večkrat dobesedno kopirana. Za serijo so ji izplačali po en milijon dolarjev na epizodo, poleg tega pa je prejela tudi pet nominacij za nagrado emmy, ki jo je enkrat tudi osvojila. Po navedbah Guinnessove knjige rekordov naj bi bila Anistonova (skupaj z ženskimi soigralkami Prijateljev) celo najbolje plačana igralka vseh časov.

#### PoPrijateljih
Leta 2007 smo Jennifer Aniston lahko videli v televizijski seriji Courtney Cox, Dirt, kjer igra prijateljico lika Courtney Cox, Tino Harrod. 16. julija 2009 je prejela še eno nominacijo za emmyja, in sicer za igranje v televizijski seriji 30 Rock.

### Filmska kariera
Med igranjem v seriji Prijatelji je Jennifer Aniston posnela tudi nekaj filmov. Leta 1998 dobi vlogo v komični drami Želim si te, v katerem igra Nino, mlado žensko, ki se zaljubi v geja. Leta 2002 jo lahko opazimo v filmu Miguela Artete, Pridna punca, kjer igra nepriljubljeno dekle iz majhnega mesta. Pozno leta 2005 dobi Jennifer Aniston glavni vlogi še v dveh filmih in sicer v Šušlja se... in Usodna prevara. Leta 2003 je Jennifer Aniston dobila eno izmed svojih najslavnejših vlog, vlogo dekleta Jima Carreyja v filmu Vsemogočni Bruce. Leta 2004 poleg igralca Bena Stillerja igra v filmu In prišla je Polly, leta 2006 pa jo lahko vidimo v drami Bogate prijateljice, katerega premiera je bila na filmskem festivalu Sundance Film Festival in je izšel v omejeni izdaji. Njen naslednji film z naslovom Greva narazen je prišel na vrsto še istega leta (2006) in je izšel 2. junija, zanj pa je dobila 39,17 milijonov dolarjev.
Revija Forbes je Anistonovo leta 2007 označila za deseto najbogatejšo žensko v ustvarjalni industriji. Prehitele so jo Oprah Winfrey, J. K. Rowling, Madonna, Mariah Carey, Celine Dion in Jennifer Lopez, za njo pa so se uvrstile Britney Spears, Mary-Kate in Ashley Olsen ter Christina Aguilera. Njeno delo naj bi ji do tedaj prineslo skupaj 110 milijonov dolarjev dobička. Forbes je sporočil tudi, da je bila Anistonova tudi najbolje prodajan obraz ustvarjalne industrije za leto 2007.
Pojavila se je tudi v tretji sezoni televizijske serije 30 Rock, kjer je igrala bivšo sošolko Liz Lemon s kolidža, ki je Liz speljala Jacka Donaghyja.
25. decembra 2008 izide film Marley in jaz, v katerem je ob Owenu Wilsonu odigrala eno od glavnih vlog. Njen naslednji film, naslovljen Mu pač ni do tebe, je izšel februarja 2009. Film je skupno zaslužil 27,5 milijonov ameriških dolarjev. V njem sta poleg nje igrala tudi Jennifer Connelly in Ben Affleck.
Marca 2010 je izšel novi film Jennifer Aniston, Lovec na glave, v katerem je zaigrala poleg Gerarda Butlerja. Kljub temu, da filmski kritiki filmu niso delili dobrih ocen, se je vseeno dobro prodajal in obveljal za komercialno uspešnico.
Do 20. junija 2010 so filmi Jennifer Aniston potrjeno zaslužili več kot 1.021.722.043 $ v ZDA in več kot 1.775.237.186 $ po vsem svetu.
Jennifer Aniston je pred kratkim končala snemanje filma Just Go With It z Adamom Sandlerjem, ki naj bi izšel februarja 2011. Film govori o kirurgu, ki opravlja plastične operacije (odigral ga je Sandler), ki svojo menedžerko (Anistonova) svoji mladi ljubici (vlogo je odigrala Brooklyn Decker) predstavi kot svojo ženo, da bi ji dokazal poštenost, saj ji je povedal, da je poročen. V filmu se pojavi tudi Nicole Kidman in sicer kot ena izmed starih tekmic iz fakultete lika Jennifer Aniston.
Jennifer Aniston bo ob boku igralcev, kot so Colin Farrell, Jason Bateman, Charlie Day in Jamie Foxx nastopila v komediji, naslovljeni Horrible Bosses, ki jo bo režiral Seth Gordon. Film govori o treh uslužbencih, ki se odločijo umoriti svoje tiranske nadrejene. Anistonova bo v filmu odigrala vlogo nadrejene uslužbenke, spolno agresivno zobozdravnico, ki nadleguje lik Charlieja Dayja. Podpisala je tudi pogodbo, da bo poleg Paula Rudda, s katerim je zaigrala že v filmu Želim si te iz leta 1998, odigrala vlogo v filmu z naslovom Wanderlust. Scenarij za film, ki ga je kupilo podjetje Universal Pictures, so napisali Rudd, Ken Marino in David Wain, film pa bo produciral in režiral Judd Apatow. Zgodba govori o poročenem paru, ki se, ko izgubi ves denar, preseli v občinsko mesto, saj menita, da moderno življenje ni zanju.

### Ostalo delo
Anistonova se redno pojavlja v različnih reklamah in videospotih. Leta 1996 je igrala v videospotu glasbene skupine Tom Petty and The Heartbreakers, za njihovo pesem Walls. Leta 2001 se je pojavila v videospotu pevke Melisse Etheridge za I Want To Be In Love. Igrala je tudi v reklami za Heinekenove izdelke in za izdelke za lase firme L'Oreal. Leta 1994 je Microsoft njo in njenega soigralca iz Prijateljev Matthewa Perryja povabil, da nastopita v 30-minutni promocijski predstavitvi novega operacijskega sistema Windows 95.
Bila je tudi režiserka kratkega filma Room 10, v katerem sta igrala Robin Wright Penn in Kris Kristofferson; Anistonova je povedala, da jo je navdihnila igralka Gwyneth Paltrow, ki je nek kratki film režirala eno leto prej, leta 2006.
Leta 2007 je začela delati na oglaševalni kampanji za pijačo SmartWater. Več kot eno leto je delala na novem parfumu, ki je 21. julija 2010 izšel v trgovini Harrods v Londonu. Najprej so parfum nameravali poimenovati Lolavie by Jennifer Aniston, vendar so ga naposled preimenovali v Jennifer Aniston, da ne bi kdo zamenjal parfuma z dišavo s podobnim imenom. V intervjuju ob izdaji parfuma je Jennifer Aniston dejala, da bi v prihodnosti rada oblikovala tudi dišavo za moške.

## Zasebno življenje
Po prijateljevanju s sodelavcem iz televizijske serije Ferris Bueller Charliejem Schlatterjem leta 1990, je leta 1991 začela hoditi z Danielom MacDonaldom; razmerje se je končalo leta 1994, malo preden je izvedela, da je dobila vlogo v Prijateljih. Od leta 1995 do leta 1998 je imela razmerje z igralcem Tateom Donovanom.
Leta 1998 je začela hoditi z igralcem Bradom Pittom, s katerim se je 29. julija 2000 v Malibuju (Kalifornija) tudi poročila. Nekaj let sta veljala za enega izmed redkih hollywoodskih parov, ki mu je uspelo. Par pa je 6. januarja 2005 potrdil novico o koncu razmerja. Pitt naj bi Anistonovo prevaral z igralko in kasnejšo ženo Angelino Jolie, čeprav je sam to zanikal. Kljub temu so ju po potrditvi razhoda še naprej skupaj videvali v javnosti in njuni prijatelji so medije obveščali, da se je par vseeno uskladil. Anistonova je naposled 25. marca 2005 vložila zahtevo za ločitev, dokončno pa sta se ločila šele 2. oktobra 2005. Revije so tedaj pričele množično poročati o tem, da sta se razšla, ker Pitt z Anistonovo ni želel imeti otrok. V intervjuju za revijo Vanity Fair je avgusta 2005 namreč povedala: »Vedno sem si želela imeti otroke in nikoli se ne bom odpovedala takšni izkušnji zaradi kariere«. Te besede naj bi domnevno razdrle njun zakon, a je Jennifer to zanikala.
Kasneje je Anistonova razkrila, da je na njeno odločitev glede ločitve vplivala predvsem njena mati Nancy, od katere je bila odtujena skoraj celo desetletje. Odtujili naj bi se, ko je njena mama o hčerki govorila na televiziji, leta 1999 pa napisala še knjigo spominov z naslovom From Mother and Daughter to Friends: A Memoir. Povedala je tudi, da je bila potrta zaradi smrti svojega dolgoletnega psihiatra, ki ji je skušal olajšati ločitev od Brada Pitta. Razmerje med njo in Pittom je opisala kot »sedem zelo lepih skupnih let«, in da so bila le-ta »čudovita, a zapletena hkrati«.
Po ločitvi je imela še nekaj neuspešnih razmerij, med drugim z Vincom Vaughnom, s katerim je sodelovala v filmu Greva narazen.
Anistonova je botra Coco Riley Arquette, hčerke njenih dobrih prijateljev igralcev Courtney Cox in Davida Arquetta.

## Dobrodelna dela
Jennifer Aniston podpira več dobrodelnih organizacij, med drugim tudi Friends of El Faro, ustanovo, ki pomaga zbirati denar za sirotišnico Casa Hogar Sion v Tijuani, Mehika. Pojavila se je v številnih reklamah za St. Jude's Children's Research Hospital, ki jo tudi osebno podpira. Pojavila se je v serijah Oprah's Big Give in Stand Up to

## Filmografija
| Filmi      | Filmi                    | Filmi                               | Filmi |
| Leto       | Naslov                   | Vloga                               | Opombe |
| ---------- | ------------------------ | ----------------------------------- | --- |
| 1993       | Škrat                    | Tory Reding                         | |
| 1996       | Ona je prava             | Renee Fitzpatrick                   | |
| 1996       | Dream for an Insomniac   | Allison                             | |
| 1997       | 'Til There Was You       | Debbie                              | |
| 1997       | Picture Perfect          | Kate Mosely                         | |
| 1998       | The Thin Pink Line       | Clove                               | |
| 1998       | Waiting for Woody        | Ona                                 | kratki film |
| 1998       | Želim si te              | Nina Borowski                       | |
| 1999       | Office Space             | Joanna                              | |
| 1999       | The Iron Giant           | Annie Hughes                        | zvočna vloga |
| 2001       | Rock Star                | Emily Poule                         | |
| 2002       | Pridna punca             | Justine Last                        | Prejela - Teen Choice Award Nominirana - Independent Spirit Award Nominirana - OFCS Award Nominirana - Golden Satellite Award Nominirana - Teen Choice Award                                 |
| 2003       | Vsemogočni Bruce         | Grace Connelly                      | Nominirana - MTV Movie Award skupaj z Jimom Carreyjem Nominirana - Teen Choice Award |
| 2003       | Abby Singer              | Ona                                 | zvočna vloga |
| 2004       | In prišla je Polly       | Polly Prince                        | Nominirana - MTV Movie Award skupaj z Benom Stillerjem |
| 2005       | Usodna prevara           | Lucinda Harris                      | |
| 2005       | Šušlja se...             | Sarah Huttinger                     | |
| 2006       | Bogate prijateljice      | Olivia                              | |
| 2006       | Greva narazen            | Brooke Meyers                       | Prejela - Teen Choice Award Prejela - People's Choice Award |
| 2008       | Marley in jaz            | Jenny Grogan                        | Nominirana - Kid's Choice Award Prejela - Teen Choice Award |
| 2009       | Mu pač ni do tebe        | Beth Murphy                         | Nominirana - Teen Choice Award |
| 2009       | Management               | Sue Claussen                        | |
| 2009       | Ljubezen se zgodi        | Eloise Chandler                     | |
| 2010       | Lovec na glave           | Nicole Hurly                        | Post-produkcija |
| 2010       | The Baster               | Kassie Larson                       | Post-produkcija |
| 2010       | The Goree Girls          | Trisha Durant                       | Predprodukcija |
| 2011       | Pretend Wife             | TBA                                 | Predprodukcija |
| Televizija |                          |                                     | |
| Leto       | Naslov                   | Vloga                               | Opombe |
| 1990       | Molloy                   | Courtney                            | Glavna vloga (6 epizod) |
| 1990       | Camp Cucamonga           | Ava Schector                        | televizijski film |
| 1990–1991  | Ferris Bueller'          | Jeannie Bueller                     | |
| 1992–1993  | The Edge                 | Various                             | Glavna vloga |
| 1994       | Muddling Through         | Madeline Drego Cooper               | Glavna vloga |
| 1994–2004  | Prijatelji               | Rachel Green                        | Glavna vloga, prejela - Zlati globus (2003) Prejela - Primetime Emmy Award (2002) Prejela - Screen Actors Guild (1996) Prejela - Logie Award (2004) Prejela - Teen Choice Awards (2002–2004) |
| Kot gostja |                          |                                     | |
| Leto       | Naslov                   | Vloga                               | Opombe |
| 1992       | Quantum Leap             | Kiki Wilson                         | »Nowhere to Run« (sezona 5, epizoda 4) |
| 1992–1993  | Herman's Head            | Suzie Brooks                        | - »Twisted Sister« (sezona 1, epizoda 25) - »Jay Is for Jealousy« (sezona 3, epizoda 8) |
| 1994       | Burke's Law              | Linda Campbell                      | »Who Killed the Beauty Queen?« (sezona 1, epizoda 4) |
| 1998]      | Partners                 | CPA Suzanne                         | »Follow the Clams?« (sezona 1, epizoda 17) |
| 1998       | Disney's Hercules        | Galatea (glas)                      | »Dream Date« (sezona 1, epizoda 27) |
| 1999       | South Park               | Mrs. Stevens - Choir Teacher (glas) | »Rainforest Schmainforest« (sezona 3, epizoda1) |
| 2003       | Freedom: A History of Us | Jessie Benton                       | »Wake Up America« (sezona 1, epizoda 4) |
| 2003       | King of the Hill         | Pepperoni Sue/Stephanie (glas)      | »Queasy Rider« (sezona 7, epizoda 13) |
| 2007       | Dirt                     | Tina Harrod                         | »Ita Missa Est« (sezona 1, epizoda 13) |
| 2008       | 30 Rock                  | Claire Harper                       | »The One With the Cast of Night Court« (sezona 3, epizoda 3); Emmy - nominirana |

### Režiserka
| Leto | Naslov  | Opombe                                                      |
| ---- | ------- | ----------------------------------------------------------- |
| 2006 | Room 10 | kratki film Prejela - CineVegas International Film Festival |

### Producentka
| Leto | Naslov          | Opombe      |
| ---- | --------------- | ----------- |
| 2008 | Management      | Producentka |
| 2010 | The Baster      | Producentka |
| 2010 | The Goree Girls | Producentka |

## Nagrade in nominacije
| Leto | Nagrada                               | Kategorija                                                                     | Naslov dela        | Osvojila? |
| ---- | ------------------------------------- | ------------------------------------------------------------------------------ | ------------------ | --------- |
| 1996 | American Comedy Awards                | Najbolj smešna ženska igralka v televizijski seriji                            | Prijatelji         | Ne        |
| 1996 | Screen Actors Guild Awards            | Najboljši nastop igralske zasedbe v humoristični seriji                        | Prijatelji         | Da        |
| 1997 | Kid's Choice Awards                   | Najljubša televizijska igralka                                                 | Prijatelji         | Ne        |
| 1999 | American Comedy Awards                | Najbolj smešna ženska igralka v televizijski seriji                            | Prijatelji         | Ne        |
| 1999 | Screen Actors Guild Awards            | Najboljši nastop igralske zasedbe v humoristični seriji                        | Prijatelji         | Ne        |
| 1999 | Kid's Choice Awards                   | Najljubša televizijska igralka                                                 | Prijatelji         | Ne        |
| 2000 | Emmy                                  | Najboljši nastop stranske igralke v humoristični seriji                        | Prijatelji         | Ne        |
| 2000 | Satellite Awards                      | Najboljši nastop igralke v seriji, komediji ali muzikalu                       | Prijatelji         | Ne        |
| 2000 | Screen Actors Guild Awards            | Najboljši nastop igralske zasedbe v humoristični seriji                        | Prijatelji         | Ne        |
| 2000 | TV Guide Awards                       | Izbira ustvarjalca                                                             |                    | Da        |
| 2000 | Kid's Choice Awards                   | Najljubša televizijska igralka                                                 | Prijatelji         | Ne        |
| 2001 | American Comedy Awards                | Najbolj smešna ženska igralka v televizijski seriji                            | Prijatelji         | Ne        |
| 2001 | Emmy                                  | Najboljša stranska igralka v humoristični seriji                               | Prijatelji         | Ne        |
| 2001 | Screen Actors Guild Awards            | Najboljši nastop igralske zasedbe v humoristični seriji                        | Prijatelji         | Ne        |
| 2001 | People's Choice Awards                | Najljubša ženska televizijska igralka                                          | Prijatelji         | Da        |
| 2001 | Aftonbladet TV Prize (Švedska)        | Najboljša tuja televizijska osebnost - Ženska                                  | Prijatelji         | Da        |
| 2002 | Emmy                                  | Najboljša glavna igralka v humoristični seriji                                 | Prijatelji         | Da        |
| 2002 | Zlati globus                          | Najboljši nastop stranske igralke v seriji, miniseriji ali televizijskem filmu | Prijatelji         | Ne        |
| 2002 | Screen Actors Guild Awards            | Najboljši nastop igralske zasedbe v humoristični seriji                        | Prijatelji         | Ne        |
| 2002 | Screen Actors Guild Awards            | Najboljši nastop ženske igralke v humoristični seriji                          | Prijatelji         | Ne        |
| 2002 | People's Choice Awards                | Najljubša ženska televizijska igralka                                          | Prijatelji         | Da        |
| 2002 | Hollywood Film Festival               | Igralka leta                                                                   |                    | Da        |
| 2002 | Teen Choice Awards                    | Izbira televizijske igralke — Komedija                                         | Prijatelji         | Da        |
| 2002 | Aftonbladet TV Prize (Švedska)        | Najboljša tuja televizijska osebnost - Ženska                                  | Prijatelji         | Da        |
| 2002 | Kid's Choice Awards                   | Najljubša televizijska igralka                                                 | Prijatelji         | Ne        |
| 2003 | Emmy                                  | Izstopajoča ženska igralka v komični seriji                                    | Prijatelji         | Ne        |
| 2003 | Zlati globus                          | Najboljši nastop igralke v televizijski seriji — Muzikal ali komedija          | Prijatelji         | Da        |
| 2003 | Satellite Awards                      | Najboljši nastop igralke v filmu, komediji ali muzikalu                        | Prijatelji         | Ne        |
| 2003 | Screen Actors Guild Awards            | Najboljši nastop igralske zasedbe v humoristični seriji                        | Prijatelji         | Ne        |
| 2003 | Screen Actors Guild Awards            | Najboljši nastop ženske igralke v humoristični seriji                          | Prijatelji         | Ne        |
| 2003 | Independent Spirit Awards             | Najboljša ženska glavna igralka                                                | Pridna punca       | Ne        |
| 2003 | Satellite Awards                      | Najboljši nastop igralke v filmu, komediji ali muzikalu                        | Pridna punca       | Ne        |
| 2003 | Online Film Critics Society           | Najboljša igralka                                                              | Pridna punca       | Ne        |
| 2003 | Teen Choice Awards                    | Izbira filmske igralke — Drama/Akcijska avantura                               | Pridna punca       | Da        |
| 2003 | Teen Choice Awards                    | Izbira filmske šminke                                                          | Pridna punca       | Ne        |
| 2003 | Teen Choice Awards                    | Izbira filmskega lažnivca                                                      | Pridna punca       | Ne        |
| 2003 | Teen Choice Awards                    | Izbira filmske igralke — Komedija                                              | Vsemogočni Bruce   | Ne        |
| 2003 | Teen Choice Awards                    | Izbira televizijske igralke — Komedija                                         | Prijatelji         | Da        |
| 2003 | People's Choice Awards                | Najljubša ženska televizijska igralka                                          | Prijatelji         | Da        |
| 2003 | Aftonbladet TV Prize (Švedska)        | Najboljša tuja televizijska osebnost - Ženska                                  | Prijatelji         | Da        |
| 2003 | Logie Awards                          | Najpopularnejša televizijska zvezda                                            | Prijatelji         | Da        |
| 2003 | Kid's Choice Awards                   | Najljubša televizijska igralka                                                 | Prijatelji         | Ne        |
| 2004 | Emmy Awards                           | Najboljša glavna igralka v humoristični seriji                                 | Prijatelji         | Ne        |
| 2004 | Screen Actors Guild Awards            | Najboljši nastop igralske zasedbe v humoristični seriji                        | Prijatelji         | Ne        |
| 2004 | Logie Awards                          | Najpopularnejša televizijska zvezda                                            | Prijatelji         | Da        |
| 2004 | Logie Awards                          | Najpopularnejši televizijski program                                           | Prijatelji         | Da        |
| 2004 | MTV Movie Awards                      | Najboljši poljub                                                               | Vsemogočni Bruce   | Ne        |
| 2004 | MTV Movie Awards                      | Najboljša plesna točka                                                         | In prišla je Polly | Ne        |
| 2004 | People's Choice Awards                | Najljubša ženska televizijska igralka                                          | Prijatelji         | Da        |
| 2004 | Teen Choice Awards                    | Izbira televizijske igralke — Komedija                                         | Prijatelji         | Da        |
| 2004 | Aftonbladet TV Prize (Švedska)        | Najljubša tuja televizijska zvezda - ženska                                    | Prijatelji         | Da        |
| 2004 | Kid's Choice Awards                   | Najljubša televizijska igralka                                                 | Prijatelji         | Ne        |
| 2005 | ShoWest Convention Awards             | Ženska zvezdnica leta                                                          |                    | Da        |
| 2005 | TV Land Awards                        | Zvezda malih ekranov/velikih ekranov                                           |                    | Ne        |
| 2006 | TV Land Awards                        | Najbolj nepozaben poljub                                                       | Prijatelji         | Ne        |
| 2006 | TV Land Awards                        | Zvezda malih ekranov/velikih ekranov                                           |                    | Ne        |
| 2006 | Teen Choice Awards                    | Izbira filmske kemije (skupaj z Vinceom Vaughnom)                              | Greva narazen      | Da        |
| 2006 | Teen Choice Awards                    | Izbira filmske igralke — Komedija                                              | Greva narazen      | Ne        |
| 2007 | People's Choice Awards                | Najljubša ženska filmska zvezda                                                |                    | Da        |
| 2007 | People's Choice Awards                | Najljubši filmski par                                                          | The Break-Up       | Ne        |
| 2007 | TV Land Awards                        | Zvezda malih ekranov/velikih ekranov                                           |                    | Ne        |
| 2007 | TV Land Awards                        | Razhod, ki je bil tako slab, da je postal dober                                | Prijatelji         | Ne        |
| 2007 | GLAAD Media Awards                    | Vanguard Award                                                                 |                    | Da        |
| 2007 | CineVegas International Film Festival | Najboljši kratki film                                                          | Room 10            | Da        |
| 2009 | Emmy                                  | Izstopajoča igralka v komični seriji                                           | 30 Rock            | Ne        |
| 2009 | Women in Film Awards                  | Odličnost v filmu                                                              |                    | Da        |
| 2009 | Teen Choice Awards                    | Izbira filmske igralke — Komedija                                              | Marley in jaz      | Ne        |
| 2009 | Teen Choice Awards                    | Izbira filmske igralke — Komedija                                              | Mu pač ni do tebe  | Ne        |
| 2009 | Kid's Choice Awards                   | Najljubša filmska igralka                                                      | Marley in jaz      | Ne        |
| 2010 | People's Choice Awards                | Najljubša filmska igralka                                                      |                    | Ne        |